# Éric Pécout
Éric Pécout (* 17. Februar 1956 in Blois) ist ein ehemaliger französischer Fußballspieler, der insgesamt fünf nationale Titel als Meister bzw. Pokalsieger gewann. Dem Vereinsfußball ist er auch nach seiner aktiven Zeit in verschiedenen Funktionen erhalten geblieben.

## Vereinskarriere
Éric Pécout kam als 14-jähriger, frischgebackener Gewinner des Concours du jeune footballeur in das Nachwuchszentrum des FC Nantes, wo sein älterer Cousin Philippe Gondet seit Jahren als Sturmspitze erfolgreich war. Drei Jahre später stellte Trainer José Arribas den ebenfalls als Mittelstürmer agierenden Linksfuß Pécout zum ersten Mal in dessen Erstligaelf auf. 1977, am Ende seiner dritten Saison, gewann er mit den Canaris – so werden die Spieler des FC Nantes aufgrund ihres gelben Dresses in Frankreich häufig bezeichnet – seinen ersten Meistertitel, und er entwickelte sich unter dem neuen Trainer Jean Vincent immer mehr zum Torjäger. In der Saison 1978/79 war er mit 22 Punktspieltoren sogar der zweiterfolgreichste Ligatorschütze, und bis Mitte der 1980er Jahre war er in dieser Liste wiederholt unter den 20 Besten verzeichnet. Dabei galt er als „für einen Stoßstürmer zu nett, zu mannschaftsdienlich und technisch zu versiert“.
1979 trug er entscheidend dazu bei, dass Nantes erstmals in seiner Geschichte den Landespokal gewann. Im Endspiel gegen die AJ Auxerre brachte er seine Elf mit 1:0 in Führung und legte in der Verlängerung noch zwei weitere Treffer zum 2:1 und zum 4:1-Endstand nach. Er war damit der erste von bis heute (2009) nur zwei Spielern, denen in einem Finale um die Coupe de France drei Tore gelangen. Bis 1981 verlief seine Karriere steil aufwärts: an der Seite von Spielern wie Henri Michel, Jean-Paul Bertrand-Demanes, Patrice Rio, Maxime Bossis, Oscar Muller und Loïc Amisse wurde Pécout 1978, 1979 und 1981 Vizemeister, 1980 erneut Meister, zudem persönlich 1979 auch zum Nationalspieler (siehe unten). Im Europapokal der Pokalsieger 1979/80 trugen seine sieben Treffer in wesentlichem Ausmaß dazu bei, dass die Canaris das Halbfinale erreichten: er traf je dreimal gegen Cliftonville FC und Steaua Bukarest, ein weiteres Mal gegen FK Dynamo Moskau. Erst gegen den FC Valencia gelang ihm kein Tor. Die folgende Saison in der Division 1 eröffnete er mit einem Doppelschlag beim 3:2 in Nîmes – doch nach dem dritten Spieltag diagnostizierten die Ärzte eine bösartige Wadenerkrankung, die ihn zu einer fünfmonatigen Spielpause verurteilte. Er stand aber wieder in der Ligamannschaft, als der FCN im April 1981 im Stade Marcel-Saupin mit 0:1 gegen Auxerre verlor; dies war Nantes’ erste Heimniederlage nach 92 Punktspielen, also fast drei Jahren, und bis heute Ligarekord. Kurz darauf gab das Vereinspräsidium frühzeitig die sehr teure Verpflichtung von Vahid Halilhodžić zur kommenden Saison bekannt; im Sommer verließ Éric Pécout Nantes und heuerte bei der AS Monaco an.
Mit den Monegassen setzte sich sein Höhenflug nahtlos fort: 1982 gewann er dort seinen dritten Meistertitel. Die folgende Saison allerdings schloss die ASM „nur“ als Tabellensechster ab. Dies nahm Pécout zum Anlass eines erneuten Vereinswechsels: 1983/84 spielte er beim FC Metz, und wiederum gewann er dort einen Titel, nachdem die Lothringer im Endspiel der Coupe de France mit 2:0 die Oberhand behalten hatten – ihm selbst war gegen die AS Monaco allerdings kein Tor gelungen, weil Trainer Kasperczak ihn ins Mittelfeld zurückgezogen hatte. In der Meisterschaft sprang jedoch nur eine mittelmäßige Platzierung für Metz heraus, und deshalb trug der Angreifer ab 1984 den Dress des Racing Strasbourg. Obwohl er dort an der Seite von Walter Kelsch zu alter Gefährlichkeit zurückfand – er erzielte 1984/85, wie auch der Deutsche, zwölf Punktspieltore –, fanden sich die Elsässer dennoch in dieser und der folgenden Spielzeit nur im Tabellenkeller wieder. 1986 musste Racing unter seinem neuen Trainer Robert Herbin tatsächlich in die zweite Division absteigen, und Éric Pécout nahm ein Angebot des ambitionierten Ligakonkurrenten SM Caen an. 1988 führte er die Normannen zum Aufstieg, kehrte selbst jedoch nicht mehr ins „fußballerische Oberhaus“ zurück, sondern wechselte zum FC Tours, der ihm eine Stelle im Vereinsmanagement in Aussicht gestellt hatte. In der Saison bestritt er sogar noch zwei Drittligapartien für Tours; dabei gelangen ihm seine letzten drei Pflichtspieltreffer, und er gehörte erneut zum Kader einer Mannschaft, die den Aufstieg in eine höhere Liga vollbrachte.

### Stationen
- Football Club de Nantes (1970–1981, ab 1974/75 als Profi)
- Association Sportive de Monaco (1981–1983)
- Football Club de Metz (1983/84)
- Racing Club de Strasbourg (1984–1986)
- Stade Malherbe Caen (1986–1988, in D2)
- Football Club de Tours (1988/89, in D3)

## In der Nationalmannschaft
Obwohl er insgesamt gut 30 Mal im Kader stand, kam Éric Pécout lediglich bei fünf Begegnungen zwischen Februar 1979 (Debüt gegen Luxemburg) und Mai 1980 in der französischen A-Nationalelf zum Einsatz. Dabei gelang ihm gegen die Tschechoslowakei ein Treffer. Zu seinem persönlichen Bedauern stand er auch weder 1978 noch 1982 im Weltmeisterschaftsaufgebot der Bleus. Bei Nationaltrainer Michel Hidalgo, der Pécout 1978 noch nicht ernsthaft in Betracht gezogen hatte, war Bernard Lacombe als Mittelstürmer gesetzt.

## Leben nach der Spielerzeit
Bis 1993 arbeitete er im Management des FC Tours, war dort zeitweise auch Sportdirektor. Anschließend betätigte er sich in einer Veranstaltungsagentur als Leiter des Sportmarketings. Seit einigen Jahren heißt sein Arbeitgeber Paris Saint-Germain FC, wo er gegenwärtig einer der Hauptverantwortlichen für die Rekrutierung neuer Spieler ist.

## Palmarès
- Französischer Meister: 1977, 1980 (jeweils mit Nantes), 1982 (mit Monaco)
- Französischer Pokalsieger: 1979 (mit Nantes), 1984 (mit Metz)
- 5 A-Länderspiele (1 Treffer) für Frankreich
- 277 Spiele und 112 Tore in der Division 1, davon 156/73 für Nantes, 38/17 für Monaco, 29/8 für Metz, 54/14 für Strasbourg[12]
- 16 Europapokaleinsätze und 7 Tore, davon 13/7 für Nantes, 3/0 für Monaco[13]